# Tour de Luxembourg 2016
La 76e édition du Tour de Luxembourg a lieu du 1er au 5 juin 2016. La course fait partie du calendrier UCI Europe Tour 2016 en catégorie 2.HC.

## Présentation

### Équipes
Classé en catégorie 2.HC de l'UCI Europe Tour, le Tour de Luxembourg est par conséquent ouvert aux WorldTeams dans la limite de 70 % des équipes participantes, aux équipes continentales professionnelles, aux équipes continentales luxembourgeoises, aux équipes continentales étrangères dans la limite de deux, et à une équipe nationale luxembourgeoise.
Quinze équipes participent à ce Tour du Luxembourg - cinq WorldTeams, sept équipes continentales professionnelles et trois équipes continentales :
| UCI WorldTeams  | UCI WorldTeams | UCI WorldTeams |
| Nom de l'équipe | Pays           | Code           |
| --------------- | -------------- | -------------- |
| BMC Racing      | États-Unis     | BMC            |
| IAM             | Suisse         | IAM            |
| Lotto-Soudal    | Belgique       | LTS            |
| Orica-GreenEDGE | Australie      | OGE            |
| Tinkoff         | Royaume-Uni    | TNK            |

| Équipes continentales professionnelles | Équipes continentales professionnelles | Équipes continentales professionnelles |
| Nom de l'équipe                        | Pays                                   | Code                                   |
| -------------------------------------- | -------------------------------------- | -------------------------------------- |
| Cofidis                                | France                                 | COF                                    |
| Fortuneo-Vital Concept                 | France                                 | FVC                                    |
| ONE                                    | Royaume-Uni                            | ONE                                    |
| Roompot-Oranje Peloton                 | Pays-Bas                               | ROP                                    |
| Stölting Service Group                 | Allemagne                              | SSG                                    |
| Topsport Vlaanderen-Baloise            | Belgique                               | TSV                                    |
| Wanty-Groupe Gobert                    | Belgique                               | WGG                                    |

| Équipes continentales            | Équipes continentales | Équipes continentales |
| Nom de l'équipe                  | Pays                  | Code                  |
| -------------------------------- | --------------------- | --------------------- |
| Differdange-Losch                | Luxembourg            | CCD                   |
| Leopard                          | Luxembourg            | LPC                   |
| Wallonie Bruxelles-Group Protect | Belgique              | WBC                   |

### Règlement de la course

#### Primes
Les vingt prix sont attribués suivant le barème de l'UCI,. Le total général des prix distribués est de 30 278 €.
| Position           | 1er     | 2e      | 3e      | 4e    | 5e    | 6e    | 7e    | 8e    | 9e    | 10e à 20e |
| Classement général | 6 040 € | 3 040 € | 1 510 € | 757 € | 606 € | 455 € | 455 € | 302 € | 302 € | 152 €     |
| Par étape          | 3 615 € | 1 805 € | 905 €   | 455 € | 365 € | 269 € | 269 € | 180 € | 180 € | 92 €      |
| Par demi-étape     | 2 425 € | 1 235 € | 605 €   | 302 € | 241 € | 186 € | 186 € | 122 € | 122 € | 60 €      |

## Étapes
| Étape     | Date   | Villes étapes            | type            | Distance (km) | Vainqueur d'étape | Leader du classement général |
| --------- | ------ | ------------------------ | --------------- | ------------- | ----------------- | ---------------------------- |
| Prologue  | 1 juin | Luxembourg – Luxembourg  | prologue        | 2,9           | Jempy Drucker     | Jempy Drucker                |
| 1re étape | 2 juin | Luxembourg – Hesperange  | étape de plaine | 170,6         | André Greipel     | Jempy Drucker                |
| 2e étape  | 3 juin | Rosport – Schifflange    | étape vallonnée | 162,8         | Philippe Gilbert  | Maurits Lammertink           |
| 3e étape  | 4 juin | Eschweiler – Differdange | étape vallonnée | 177,4         | Anthony Turgis    | Maurits Lammertink           |
| 4e étape  | 5 juin | Mersch – Luxembourg      | étape vallonnée | 178,2         | Philippe Gilbert  | Maurits Lammertink           |

## Déroulement de la course

### Prologue
| Classement de l'étape | Classement de l'étape | Classement de l'étape | Classement de l'étape       | Classement de l'étape |
|                       | Coureur               | Pays                  | Équipe                      | Temps                 |
| --------------------- | --------------------- | --------------------- | --------------------------- | --------------------- |
| 1er                   | Jempy Drucker         | Luxembourg            | BMC Racing                  | en 4 min 20 s         |
| 2e                    | Maurits Lammertink    | Pays-Bas              | Roompot-Oranje Peloton      | + 3 s                 |
| 3e                    | Tom Bohli             | Suisse                | BMC Racing                  | + 4 s                 |
| 4e                    | Pieter Vanspeybrouck  | Belgique              | Topsport Vlaanderen-Baloise | + 5 s                 |
| 5e                    | Marco Marcato         | Italie                | Wanty-Groupe Gobert         | + 6 s                 |
| modifier              |                       |                       |                             |                       |

| Classement général | Classement général   | Classement général | Classement général          | Classement général |
|                    | Coureur              | Pays               | Équipe                      | Temps              |
| ------------------ | -------------------- | ------------------ | --------------------------- | ------------------ |
| 1er                | Jempy Drucker        | Luxembourg         | BMC Racing                  | en 4 min 20 s      |
| 2e                 | Maurits Lammertink   | Pays-Bas           | Roompot-Oranje Peloton      | + 3 s              |
| 3e                 | Tom Bohli            | Suisse             | BMC Racing                  | + 4 s              |
| 4e                 | Pieter Vanspeybrouck | Belgique           | Topsport Vlaanderen-Baloise | + 5 s              |
| 5e                 | Marco Marcato        | Italie             | Wanty-Groupe Gobert         | + 6 s              |
| modifier           |                      |                    |                             |                    |

### 1reétape
| Classement de l'étape | Classement de l'étape | Classement de l'étape | Classement de l'étape       | Classement de l'étape |
|                       | Coureur               | Pays                  | Équipe                      | Temps                 |
| --------------------- | --------------------- | --------------------- | --------------------------- | --------------------- |
| 1er                   | André Greipel         | Allemagne             | Lotto-Soudal                | en 4 h 13 min 7 s     |
| 2e                    | Adam Blythe           | Royaume-Uni           | Tinkoff                     | m.t                   |
| 3e                    | Amaury Capiot         | Belgique              | Topsport Vlaanderen-Baloise | m.t                   |
| 4e                    | Pieter Vanspeybrouck  | Belgique              | Topsport Vlaanderen-Baloise | m.t                   |
| 5e                    | Clément Venturini     | France                | Cofidis                     | m.t                   |
| modifier              |                       |                       |                             |                       |

| Classement général | Classement général   | Classement général | Classement général          | Classement général |
|                    | Coureur              | Pays               | Équipe                      | Temps              |
| ------------------ | -------------------- | ------------------ | --------------------------- | ------------------ |
| 1er                | Jempy Drucker        | Luxembourg         | BMC Racing                  | en 4 h 17 min 27 s |
| 2e                 | Maurits Lammertink   | Pays-Bas           | Roompot-Oranje Peloton      | + 3 s              |
| 3e                 | Tom Bohli            | Suisse             | BMC Racing                  | + 4 s              |
| 4e                 | Pieter Vanspeybrouck | Belgique           | Topsport Vlaanderen-Baloise | + 5 s              |
| 5e                 | Marco Marcato        | Italie             | Wanty-Groupe Gobert         | + 6 s              |
| modifier           |                      |                    |                             |                    |

### 2eétape
| Classement de l'étape | Classement de l'étape | Classement de l'étape | Classement de l'étape  | Classement de l'étape |
|                       | Coureur               | Pays                  | Équipe                 | Temps                 |
| --------------------- | --------------------- | --------------------- | ---------------------- | --------------------- |
| 1er                   | Philippe Gilbert      | Belgique              | BMC Racing             | en 3 h 55 min 59 s    |
| 2e                    | Maurits Lammertink    | Pays-Bas              | Roompot-Oranje Peloton | m.t                   |
| 3e                    | Alex Kirsch           | Luxembourg            | Stölting Service Group | m.t                   |
| 4e                    | Romain Hardy          | France                | Cofidis                | + 3 s                 |
| 5e                    | Tosh Van Der Sande    | Belgique              | Lotto-Soudal           | + 3 s                 |
| modifier              |                       |                       |                        |                       |

| Classement général | Classement général   | Classement général | Classement général          | Classement général |
|                    | Coureur              | Pays               | Équipe                      | Temps              |
| ------------------ | -------------------- | ------------------ | --------------------------- | ------------------ |
| 1er                | Maurits Lammertink   | Pays-Bas           | Roompot-Oranje Peloton      | en 8 h 13 min 23 s |
| 2e                 | Philippe Gilbert     | Belgique           | BMC Racing                  | + 9 s              |
| 3e                 | Alex Kirsch          | Luxembourg         | Stölting Service Group      | + 9 s              |
| 4e                 | Pieter Vanspeybrouck | Belgique           | Topsport Vlaanderen-Baloise | + 11 s             |
| 5e                 | Alexander Edmondson  | Australie          | Orica-GreenEDGE             | + 16 s             |
| modifier           |                      |                    |                             |                    |

### 3eétape
| Classement de l'étape | Classement de l'étape   | Classement de l'étape | Classement de l'étape | Classement de l'étape |
|                       | Coureur                 | Pays                  | Équipe                | Temps                 |
| --------------------- | ----------------------- | --------------------- | --------------------- | --------------------- |
| 1er                   | Anthony Turgis          | France                | Cofidis               | en 3 h 57 min 12 s    |
| 2e                    | Christopher Juul Jensen | Danemark              | Orica-GreenEDGE       | m.t                   |
| 3e                    | Mathias Frank           | Suisse                | IAM                   | m.t                   |
| 4e                    | Luis Ángel Maté         | Espagne               | Cofidis               | m.t                   |
| 5e                    | Dion Smith              | Nouvelle-Zélande      | ONE                   | + 12 s                |
| modifier              |                         |                       |                       |                       |

| Classement général | Classement général      | Classement général | Classement général     | Classement général  |
|                    | Coureur                 | Pays               | Équipe                 | Temps               |
| ------------------ | ----------------------- | ------------------ | ---------------------- | ------------------- |
| 1er                | Maurits Lammertink      | Pays-Bas           | Roompot-Oranje Peloton | en 12 h 10 min 44 s |
| 2e                 | Anthony Turgis          | France             | Cofidis                | + 7 s               |
| 3e                 | Philippe Gilbert        | Belgique           | BMC Racing             | + 12 s              |
| 4e                 | Alex Kirsch             | Luxembourg         | Stölting Service Group | + 12 s              |
| 5e                 | Christopher Juul Jensen | Danemark           | Orica-GreenEDGE        | + 13 s              |
| modifier           |                         |                    |                        |                     |

### 4eétape
| Classement de l'étape | Classement de l'étape | Classement de l'étape | Classement de l'étape  | Classement de l'étape |
|                       | Coureur               | Pays                  | Équipe                 | Temps                 |
| --------------------- | --------------------- | --------------------- | ---------------------- | --------------------- |
| 1er                   | Philippe Gilbert      | Belgique              | BMC Racing             | en 4 h 17 min 44 s    |
| 2e                    | Maurits Lammertink    | Pays-Bas              | Roompot-Oranje Peloton | m.t                   |
| 3e                    | Dylan Teuns           | Belgique              | BMC Racing             | + 1 s                 |
| 4e                    | Marco Marcato         | Italie                | Wanty-Groupe Gobert    | + 1 s                 |
| 5e                    | Huub Duyn             | Pays-Bas              | Roompot-Oranje Peloton | + 3 s                 |
| modifier              |                       |                       |                        |                       |

## Classements finals

### Classement général final
| Classement général | Classement général      | Classement général | Classement général          | Classement général  |
|                    | Coureur                 | Pays               | Équipe                      | Temps               |
| ------------------ | ----------------------- | ------------------ | --------------------------- | ------------------- |
| 1er                | Maurits Lammertink      | Pays-Bas           | Roompot-Oranje Peloton      | en 16 h 28 min 21 s |
| 2e                 | Philippe Gilbert        | Belgique           | BMC Racing                  | + 9 s               |
| 3e                 | Alex Kirsch             | Luxembourg         | Stölting Service Group      | + 19 s              |
| 4e                 | Anthony Turgis          | France             | Cofidis                     | + 22 s              |
| 5e                 | Christopher Juul Jensen | Danemark           | Orica-GreenEDGE             | + 24 s              |
| 6e                 | Pieter Vanspeybrouck    | Belgique           | Topsport Vlaanderen-Baloise | + 28 s              |
| 7e                 | Marco Marcato           | Italie             | Wanty-Groupe Gobert         | + 32 s              |
| 8e                 | Huub Duyn               | Pays-Bas           | Roompot-Oranje Peloton      | + 37 s              |
| 9e                 | Gaëtan Bille            | Belgique           | Wanty-Groupe Gobert         | + 48 s              |
| 10e                | Nicolas Edet            | France             | Cofidis                     | + 52 s              |
| modifier           |                         |                    |                             |                     |

### Classements annexes
| Classement par points | Classement par points | Classement par points | Classement par points  | Classement par points |
| --------------------- | --------------------- | --------------------- | ---------------------- | --------------------- |
|                       | Coureur               | Pays                  | Équipe                 | Point(s)              |
| 1er                   | Philippe Gilbert      | Belgique              | BMC Racing             | 45 points             |
| 2e                    | Maurits Lammertink    | Pays-Bas              | Roompot-Oranje Peloton | 32 pts                |
| 3e                    | Anthony Turgis        | France                | Cofidis                | 21 pts                |
| modifier              |                       |                       |                        |                       |

| Classement de la montagne | Classement de la montagne | Classement de la montagne | Classement de la montagne        | Classement de la montagne |
| ------------------------- | ------------------------- | ------------------------- | -------------------------------- | ------------------------- |
|                           | Coureur                   | Pays                      | Équipe                           | Point(s)                  |
| 1er                       | Brice Feillu              | France                    | Fortuneo-Vital Concept           | 20 points                 |
| 2e                        | Thomas Deruette           | Belgique                  | Wallonie Bruxelles-Group Protect | 16 pts                    |
| 3e                        | Etienne van Empel         | Pays-Bas                  | Roompot-Oranje Peloton           | 12 pts                    |
| modifier                  |                           |                           |                                  |                           |

| Classement du meilleur jeune | Classement du meilleur jeune | Classement du meilleur jeune | Classement du meilleur jeune | Classement du meilleur jeune |
|                              | Coureur                      | Pays                         | Équipe                       | Temps                        |
| ---------------------------- | ---------------------------- | ---------------------------- | ---------------------------- | ---------------------------- |
| 1er                          | Maurits Lammertink           | Pays-Bas                     | Roompot-Oranje Peloton       | en 16 h 28 min 21 s          |
| 2e                           | Alex Kirsch                  | Luxembourg                   | Stölting Service Group       | + 19 s                       |
| 3e                           | Anthony Turgis               | France                       | Cofidis                      | + 22 s                       |
| modifier                     |                              |                              |                              |                              |

| Classement par équipes | Classement par équipes | Classement par équipes | Classement par équipes |
|                        | Équipe                 | Pays                   | Temps                  |
| ---------------------- | ---------------------- | ---------------------- | ---------------------- |
| 1re                    | Cofidis                | France                 | en 49 h 27 min 12 s    |
| 2e                     | Lotto-Soudal           | Belgique               | + 35 s                 |
| 3e                     | BMC Racing             | États-Unis             | + 1 min 23 s           |
| modifier               |                        |                        |                        |

### UCI Europe Tour
Ce Tour de Luxembourg attribue des points pour l'UCI Europe Tour 2016, par équipes seulement aux coureurs des équipes continentales professionnelles et continentales, individuellement à tous les coureurs sauf ceux faisant partie d'une équipe ayant un label WorldTeam.
| Position           | 1er | 2e  | 3e  | 4e  | 5e | 6e | 7e | 8e | 9e | 10e | 11e | 12e | 13e | 14e | 15e | 16e à 30e | 31e à 40e |
| Classement général | 200 | 150 | 125 | 100 | 85 | 70 | 60 | 50 | 40 | 35  | 30  | 25  | 20  | 15  | 10  | 5         | 3         |
| Par étape          | 20  | 10  | 5   |     |    |    |    |    |    |     |     |     |     |     |     |           |           |
| Leader, par étape  | 5   |     |     |     |    |    |    |    |    |     |     |     |     |     |     |           |           |

| Cycliste | Équipe | Général | Étape | Leader | Total |
| -------- | ------ | ------- | ----- | ------ | ----- |

## Évolution des classements
| Étape              | Vainqueur          | Classement général | Classement par points | Classement de la montagne | Classement du meilleur jeune | Classement par équipes |
| ------------------ | ------------------ | ------------------ | --------------------- | ------------------------- | ---------------------------- | ---------------------- |
| P                  | Jempy Drucker      | Jempy Drucker      | Non décerné           | Non décerné               | Maurits Lammertink           | BMC Racing             |
| 1                  | André Greipel      | Jempy Drucker      | André Greipel         | Thomas Deruette           | Maurits Lammertink           | BMC Racing             |
| 2                  | Philippe Gilbert   | Maurits Lammertink | Philippe Gilbert      | Thomas Deruette           | Maurits Lammertink           | Orica-GreenEDGE        |
| 3                  | Anthony Turgis     | Maurits Lammertink | Philippe Gilbert      | Brice Feillu              | Maurits Lammertink           | Cofidis                |
| 4                  | Philippe Gilbert   | Maurits Lammertink | Philippe Gilbert      | Brice Feillu              | Maurits Lammertink           | Cofidis                |
| Classements finals | Classements finals | Maurits Lammertink | Philippe Gilbert      | Brice Feillu              | Maurits Lammertink           | Cofidis                |